# Francis Saint-Ellier
Francis Saint-Ellier est un homme politique français né le 11 mars 1951 à Mortagne-au-Perche.

## Biographie
Ancien membre des Jeunes Giscardiens, Francis Saint-Ellier rentre rapidement en politique tout d'abord comme conseiller municipal de Caen en 1977, puis en 1982 comme conseiller général du Calvados puis vice-président du département. Poste qu'il occupera jusqu'en 2008.
En 1986, il est élu au scrutin proportionnel de liste député du Calvados sous la bannière de l'UDF. Réélu en tant que député de la première circonscription du Calvados en 1988 et 1993, il finira par s'incliner avec 47,37 % face à Philippe Duron lors de la vague rose de 1997 où ce dernier fut élu avec 52,63 %.